# Cantone di Pichincha
Il Cantone di Pichincha è un cantone dell'Ecuador che si trova nella Provincia di Manabí.
Il capoluogo del cantone è Pichincha.